# West Greenwich

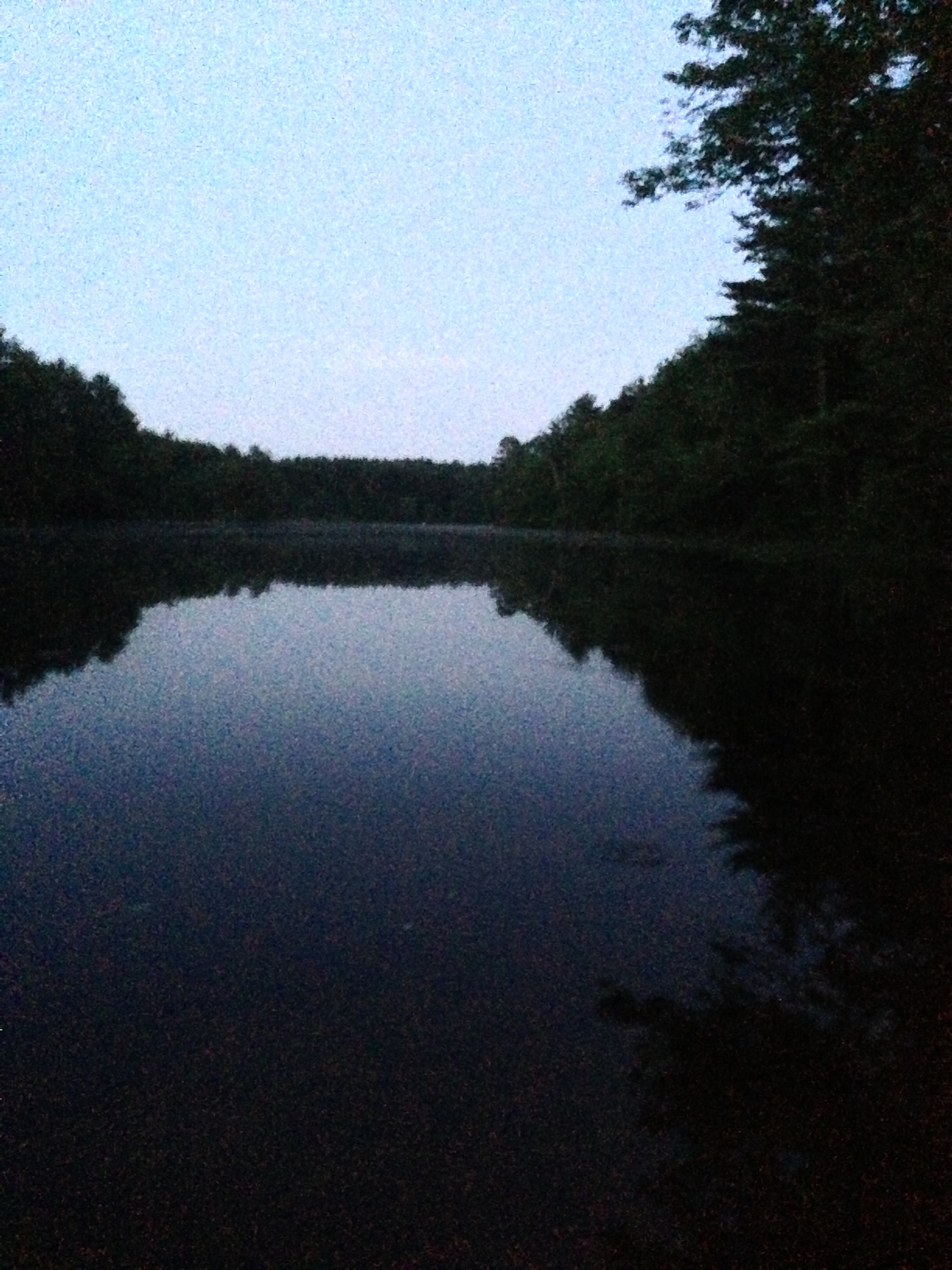
Tarbox Pond.

West Greenwich är en kommun (town) i Kent County i delstaten Rhode Island, USA med cirka 5 085 invånare (2000). Den har enligt United States Census Bureau en area på 132,9 km².